# ISO 3166-2:MS
Kódy ISO 3166-2 pro Montserrat neidentifikují žádné regiony (stav v roce 2015).